# Батс
Батс (фр. Bats) је насељено место у Француској у региону Аквитанија, у департману Ланд.
По подацима из 2011. године у општини је живело 300 становника, а густина насељености је износила 40,82 становника/km².

## Демографија
| 1962. | 1968. | 1975. | 1982. | 1990. | 2011. |
| ----- | ----- | ----- | ----- | ----- | ----- |
| 252   | 239   | 244   | 232   | 238   | 300   |